# Hotel Palace (Barcelona)
L'Hotel Palace, anteriorment conegut com a Hotel Ritz, és un edifici situat a la Gran Via de les Corts Catalanes i el carrer de Roger de Llúria de l'Eixample de Barcelona, catalogat com a bé amb elements d'interès (categoria C).

## Història
L'antic hotel Ritz va ser fundat el 1919 per iniciativa de César Ritz. Projectat per l'arquitecte Eduard Ferrès, el nou establiment es va inspirar en els hotels madrilenys Palace i Ritz. Durant la Guerra Civil espanyola va ser ocupat per forces esquerranes. El 1940, acabada la contesa, s'hi va allotjar el líder nazi Heinrich Himmler. En aquesta mateixa dècada, fou adquirit per l'empresari Julio Muñoz Ramonet, i el 1975, passà a mans de la cadena Husa Hoteles, regentada per Joan Gaspart.
El 2005, arran d'una sèrie de litigis, es va veure forçat a perdre definitivament la denominació Ritz, passant a anomenar-se Palace. El 2011, Husa va vendre l'hotel per 80 milions d'euros a l'empresari algerià Alí Haddad, encara que en mantingué la gestió mitjançant un contracte d'arrendament, a través de la mercantil Inmobiliaria Sarasate. El 2014, aquesta societat gestora es va declarar en concurs de creditors, moment en què Haddad en va assumir la gestió.

## Descripció
De planta baixa i sis pisos, és un edifici monumentalista que respon a la tipologia dels grans hotels europeus dels anys 1920.
La façana, amb gran nombre d'obertures, està divida per tres franges horitzontals que responen als cànons clàssics: la base, formada per la planta baixa, de gran alçada, i el primer pis; el cos central correspon a les plantes segona, tercera, quarta i cinquena i hi predomina la verticalitat, que vol ser compensada pel seguit de medallons amb decoracions florals existents entre les plantes quarta i cinquena; la franja de coronament, on hi ha motius escultòrics que ornamenten les cantonades, ocupa la planta sisena i la barana del terrat. Hi destaquen els frontons arrodonits de les cantonades, així com el gran rètol de l'establiment.
A l'interior destaquen els espais comuns, vestíbuls, escales i dependències annexes pròpies l'un hotel de gran luxe, així com la decoració d'alguns dels grans salons.